# 외국인근로자의 사업장 변경 제한 사건
외국인근로자의 사업장 변경 제한 사건(2007헌마1083)은 대한민국 헌법재판소 판례이다.

## 사실관계
청구인은 외국인 근로자로서 고용허가를 받아 한국에 입국하여 근로를 개시하였는데 법령에 따르면 외국인근로자의 사업장 변경은 원칙적으로 3회를 넘지 못하고 예외적으로 사업장 변경이 모두 외국인근로자에게 귀책 없는 사유만으로 이루어진 경우 1회에 한하여 추가로 변경을 허용하고 있다. 3회째 사업장을 변경하여 더 이상 사업장이 불가능하게 된 청구인은 위 조항들이 외국인근로자의 계약해지의 자유를 사실상 제한함으로써 외국인근로자를 강제근로의 위험에 놓이게 하거나 3회째 변경이 이루어진 사업장에서 인권침해의 상황에 놓이게 한다는 점에서 청구인의 직업선택의 자유, 근로의 권리 등을 침해하여 위헌이라고 주장하며 헌법소원심판을 청구하였다.

## 주문
이 사건 심판청구를 기각한다.

## 이유

### 외국인의 기본권 주체성
인간의 존엄과 가치 및 행복추구권 등과 같이 단순히 '국민의 권리'가 아닌 '인간의 권리'로 볼 수 있는 기본권에 대해서는 외국인도 기본권 주체가 될 수 있다고 하여 인간의 권리에 대하여는 원칙적으로 외국인의 기본권 주체성을 인정한다. 이 사건 법률조항은 근로의 권리를 제한하는 것은 아니라 일단 형성된 근로관계를 포기(직장이탈)하는 데 있어 제한을 받게 되고 이는 직업선택의 자유 중 직장 선택의 자유를 제한한다.

## 참고 문헌
- 외국인근로자의 사업장 변경 제한 사건 2011.9.29. 2007헌마1083, 2009헌마230․352(병합) [기각]

## 같이 보기
- 한상희 청구인측 참고인
- 외국인 근로자